# نیلز ستی‌اینسن

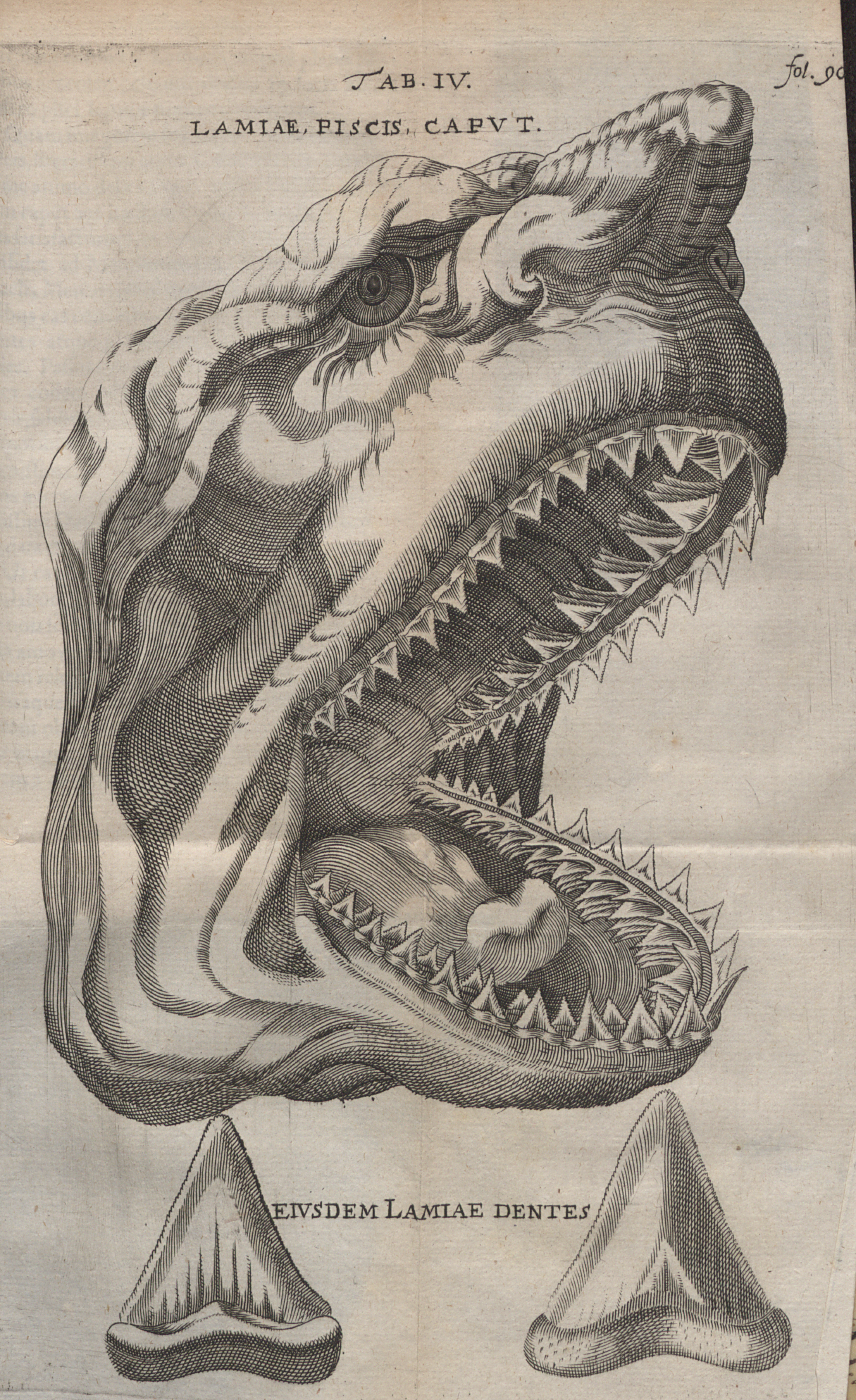
Elementorum myologiae specimen, 1669

نیلز ستی‌اینسن (به دانمارکی Niels Stensen، به انگلیسی Nicolas Steno و به ایتالیایی Niccolo' Stenone) (زادهٔ ۱۱ ژانویهٔ ۱۶۳۸ درگذشت ۲۵ نوامبر ۱۶۸۶) اهل دانمارک و از پیشگامان در رشته‌های کالبدشناسی و زمین‌شناسی بود. وی در سال ۱۶۵۹ تصمیم گرفت تا دیگر آنچه در کتاب نوشته شده را به آسانی نپذیرد و خودش دربارهٔ آن مطلب تحقیق کند. او به عنوان پدر زمین‌شناسی و چینه‌شناسی شناخته شده‌است. ستی‌اینسن در سال ۱۹۸۷ از سوی پاپ ژان پل دوم مبارک خوانده شد.

## زندگی
نیلز ستی‌اینسن طبق گاه‌شماری ژولینی در روز سال نو در کپنهاگ به دنیا آمد و به دلیل وجود بیماری‌های ناشناخته در محیط، در فضایی به دور از محیط بیرون و جدای از دیگران، دوران کودکی خود را پشت سر گذاشت. در ۱۶۴۴ پدرش از دنیا رفت و مادرش با فرد دیگری ازدواج کرد. در سال ۱۶۵۴ تا ۱۶۵۵، ۲۴۰ نفر از دانش آموزان مدرسهٔ نیلز در اثر همه‌گیر شدن طاعون از دنیا رفتند. ستی‌اینسن پس از پایان دوران دانشگاه، بر آن شد تا در اروپا سفر کند و تا پایان عمر هم به این کار ادامه داد؛ او به هلند، فرانسه، ایتالیا و آلمان سفر کرد و با پزشکان و دانشمندان دیدار کرد. این دیدارها و ارتباط‌ها باعث شد تا او در جستجوی توان خود در مطالعه و تحقیق باشد و دست آوردهای مهمی در علم داشته باشد. در دوره‌ای که پاسخ همهٔ سوالات علمی از منابع دوران باستان بدست می‌آمد، ستی‌اینسن این شجاعت را داشت تا تنها به آنچه خود می‌بیند و در می‌یابد اعتماد کند حتی اگر دریافت‌های او با باورهای باستان یکی نباشد.